# 1-й Нижнелихоборский проезд
Пе́рвый Нижнелихобо́рский прое́зд (до 30 января 1929 года — Лихобо́рский прое́зд) — проезд в Северном административном округе города Москвы на территории Тимирязевского района.

## История
Проезд получил современное название 30 января 1929 года, до переименования носил название Лихобо́рский прое́зд. И современное, и историческое название связаны с названием бывшего подмосковного селения Нижние Лихоборы.
1-й Нижнелихоборский проезд официально был упразднён 17 октября 1986 года, однако продолжает существовать (согласно Решению Исполнительного комитета Московского городского Совета народных депутатов от 17 октября 1986 года № 2523).

## Расположение
Проезд проходит от 3-го Нижнелихоборского проезда (который в будущем войдёт в состав Северо-Западной хорды) на север до Станционной улицы параллельно Дмитровскому шоссе.
К западу от проезда расположены пути Октябрьской железной дороги и улица Линии Октябрьской Железной Дороги, к северу — пути Малого кольца Московской железной дороги, восточнее проезда проходит трасса и пути Савёловского направления МЖД.

## Примечательные здания и сооружения
Отсутствуют: типовая жилая застройка.

## Транспорт

### Наземный транспорт
По 1-му Нижнелихоборскому проезду маршруты наземного общественного транспорта не проходят. У южного конца проезда, на пересечении Дмитровского шоссе с 3-м Нижнелихоборским проездом, расположена остановка «Нижние Лихоборы» автобусов 82, 114, 194, 215, 282, 466, 591, 447, т78, м40.

### Метро
- Станция МЦК «Лихоборы» — западнее проезда, на проезде Черепановых.
- Станция МЦК «Окружная» — восточнее проезда, на Станционной улице.
- Станция метро «Окружная» Люблинско-Дмитровской линии — расположена на Локомотивном проезде, вблизи платформы Окружная Савёловского направления Московской железной дороги.

### Железнодорожный транспорт
- Платформа Лихоборы Октябрьской железной дороги — северо-западнее проезда, на Лихоборской набережной.
- Платформа Окружная Савёловского направления Московской железной дороги — восточнее проезда, между Станционной улицей и Гостиничным, Локомотивным и 3-м Нижнелихоборским проездами.
- Платформа Петровско-Разумовская Октябрьской железной дороги — южнее проезда, у пересечения Дмитровского шоссе и улицы Линии Октябрьской Железной Дороги.